# Libertinagem (livro)
Libertinagem é o quarto livro de poesia do escritor brasileiro Manuel Bandeira, publicado em 1930. É composto por 38 poemas, entre os quais se destacam Pneumotórax, Pensão familiar, Profundamente e Vou-me embora pra Pasárgada.
Os poemas de Libertinagem contém humor, erotismo e refinamento musical.